# Norm Breyfogle

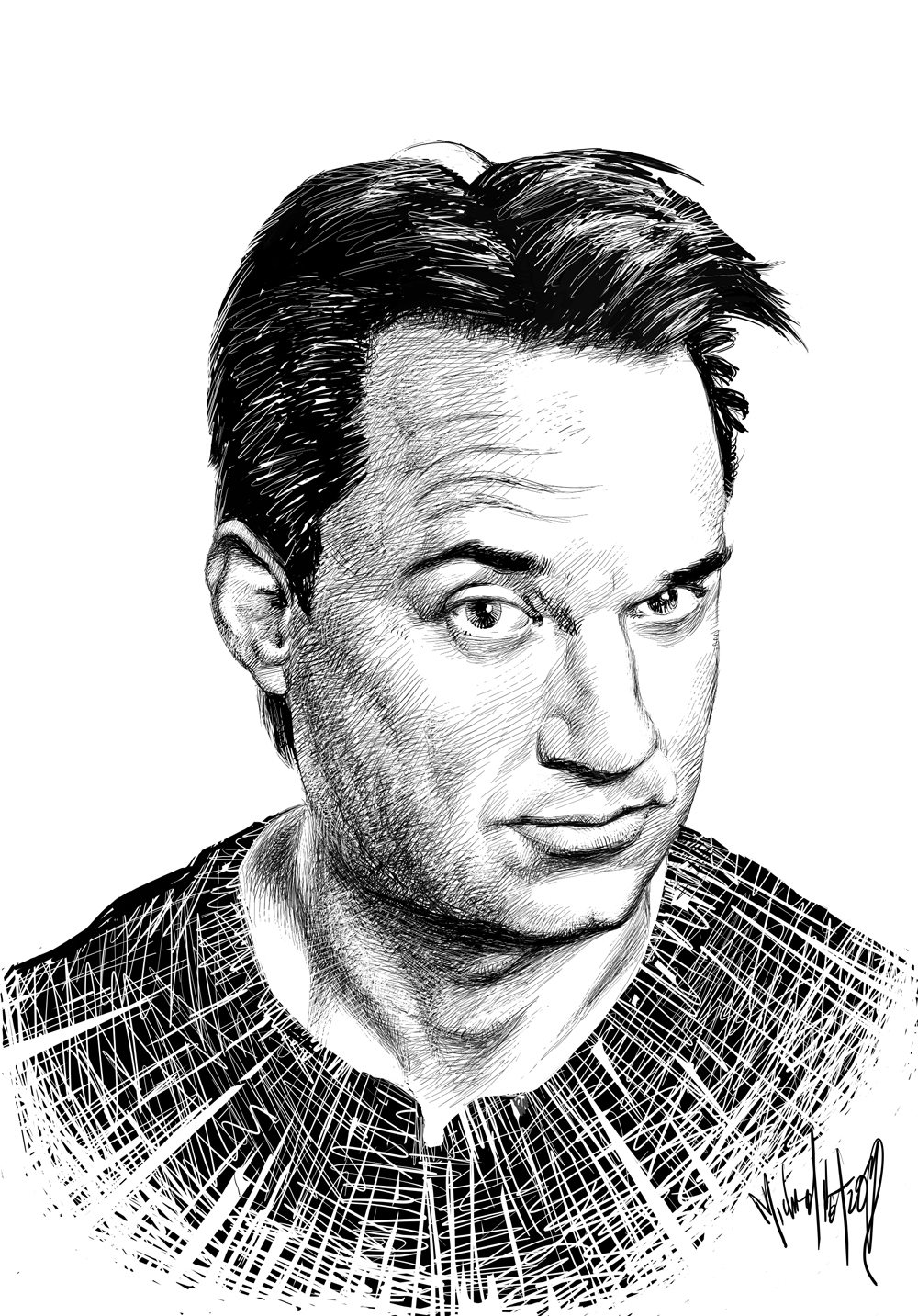
Norm Breyfogle

Norman Keith „Norm“ Breyfogle (* 27. Februar 1960 in Iowa City; † 24. September 2018 in Houghton, Michigan) war ein US-amerikanischer Comiczeichner.

## Leben und Arbeit

### Früher Werdegang, Ausbildung und berufliche Anfänge
Breyfogle hatte einen Bruder namens Kevin. Breyfogle begann bereits als Jugendlicher in den 1970er Jahren erfolgreich an verschiedenen Zeichenwettbewerben teilzunehmen, bevor er sich entschied, an der Northern Michigan University Malerei und Illustration zu studieren.
Nach kleineren Arbeiten für eine Campuszeitschrift und eine professionelle Zeichenagentur parallel zu seinem Studium illustrierte er 1980 das Buch Buyan: Lore’s Loggin’ Hero, das bei Book Concern erschien. Nach dem Collegeabschluss 1982 siedelte Breyfogle nach Kalifornien über, wo er als technischer Illustrator für die Firma United Space Boosters ein Ausbildungshandbuch für ein Shuttleprogramm gestaltete. 1984 wurde Breyfogle von Mike Friedrich, dem Besitzer einer Agentur für die Vermittlung von bildenden Künstlern, unter Vertrag genommen, der ihm über die nächsten siebzehn Jahre Aufträge als Zeichner in der Comicbranche verschaffte.
Nach kleineren Arbeiten an der Serie American Flagg! für den Verlag First Comics sowie an der Horroranthologie Tales of Terror bei Eclipse Comics erhielt Breyfogle den Auftrag, eine Geschichte über den patriotischen Superhelden Captain America für eine Ausgabe der Serie Marvel Fanfare zeichnerisch umzusetzen. Anschließend wurde er für ein Jahr als Zeichner der Serie Whisper, bei First Comics engagiert.

### Durchbruch als Zeichner der Batman-Comics
1987 wurde Breyfogle von dem traditionsreichen Verlag DC Comics als ständiger Zeichner für die monatliche Serie Detective Comics angeheuert, eine der beiden Hauptserien, in der damals die Abenteuer des Superhelden und Verbrechensbekämpfers Batman erzählt wurden. Breyfogle zeichnete anschließend knapp sechs Jahre lang, bis 1993, Batman-Geschichten für verschiedene Serien. Zusammen mit Jim Aparo war er während dieser Jahre einer der zwei Stammzeichner, die die Serien über Batman routinemäßig betreuten.
Breyfogles wichtigster künstlerischer Partner während seiner Jahre als Batman-Zeichner war der schottische Autor Alan Grant: Von 1988 bis 1992 bildeten die beiden ein ständiges Team, wobei Breyfogle die von Grant verfassten Batman-Geschichten, die nacheinander in wechselnden Serien veröffentlicht wurden, visuell verwirklichte. Nacheinander erschienen die Geschichten des Teams Grant/Breyfolge in den Serien Detective Comics (1988–1990), Batman (1990–1992) und Batman. Shadow of the Bat (1992). Daneben setzte Breyfogle auch eine Anzahl von Batman-Geschichten anderer Autoren, wie Mike W. Barr, Doug Moench und Chuck Dixon, für verschiedene Batman-Serien um. Hinzu kamen gelegentliche Sonderausgaben, mit denen Breyfogle beauftragt wurde, wie die visuelle Ausgestaltung des graphischen Romans Birth of the Demon von Dennis O’Neil oder Alan Grants Batman-One-Shot Holy Terror.
Breyfogles Einstieg als Stammzeichner von Batman fiel in die Hochphase der „Batmania“ der Jahre 1989/1990, einer großen Begeisterungswelle für Batman und seine Welt, die durch das fünfzigjährige Jubiläum der Batman-Figur sowie insbesondere durch den Kinostart des Films Batman von Tim Burton in den westlichen Ländern ausgelöst wurde. Eine Folge des Phänomens war eine erhebliche Steigerung der Verkaufszahlen der Batman-Comics. Da Breyfogle diese damals zeichnete, prägte seine visuelle Interpretation der Batman-Figur die Wahrnehmung einer ganzen Generation von neuen Lesern der Batman-Comics, die in den späteren 1980er und frühen 1990er Jahren in diese einstiegen. Kennzeichnend für Breyfogles Zeichenstil ist eine dynamische und fließende Darstellung der Figuren.
Während seiner Zeit als Batman-Zeichner entwarf Breyfogle das visuelle Erscheinungsbild zahlreicher – meist von Alant Grant erdachter – neuer Charaktere, die während dieser Zeit in das Batman-Universum eingeführt wurden. Die wichtigsten diesen Figuren, deren Erscheinungsbild Breyfogle designte, war das bizarre Paar des Unterweltbosses Arnold Wesker und seiner Bauchrednerpuppe Scarface. Wesker ist dabei ein scheinbar sanftmütiger und harmlos wirkender Mann, hinter dessen biederer Fassade eine gespaltene Persönlichkeit lauert, die er als Hobby-Bauchredner mit Hilfe seiner Puppe auslebt. Diese Puppe, Scarface ist dabei wie ein klassischer Gangsterboss der 1920er bis 1940er Jahre gekleidet: Er trägt einen Nadelstreifenanzug und einen Fedorahut, weist (eine Anspielung auf „Scarface“ Al Capone) eine große Gesichtsnarbe auf und „raucht“ Zigarren. Die Figur des persönlichkeitsgespaltenen Bandenchefs und Bauchredners Wesker, der von seiner Bauchrednerpuppe schikaniert und herumkommandiert wird (ohne sich bewusst zu sein, dass der aggressive Gnom, der ihn ständig zur Schnecke macht kein anderes Lebewesen, sondern ein Teil von ihm selbst ist) entwickelte sich binnen weniger Jahre zu einem der populärsten Batman-Widersacher überhaupt und wurde bald zu einem festen Bestandteil der Schurken-Galerie der wichtigsten Gegenspieler Superhelden. So trat der Bauchredner seit den 1980er Jahren nicht nur in Dutzenden Geschichten in Batmancomics auf, sondern er wurde u. a. auch in mehreren Folgen der Batman-Zeichentrickserie der 1990er Jahre sowie in verschiedenen Computer-/Konsolen-Spielen als Gegenspieler-Figur adaptiert.
Weitere wiederkehrende Figuren der Batman-Comics, deren Aussehen Breyfogle designt hat, sind der Privatdetektivs Joe Potatoe, der idealistische Polizist Stan Kitch, der kannibalistischen Serienkiller Cornelius Stirk, der jugendliche Rebell Anarky, der sadistische Kriminelle Mortimer Kadaver, der riesenhafte und übermenschlich starke Psychiatrieinsasse Amygdala, der Direktor der Nervenheilanstalt von Gotham City (in der viele von Batmans Gegnern nach ihrer Ergreifung immer wieder untergebracht werden)Jeremiah Arkham und der in den Abwässerkanälen von Gotham City hausende „Rattenfänger“.

### Spätere Laufbahn
1993 verließ Breyfogle DC Comics um sich selbständigen Projekten als eigenständiger Künstler zuzuwenden. Aufgrund des in der Mitte der 1990er Jahre immer weiter einbrechenden Marktes für Comickünstler ohne Verlagsanbindung übernahm er seit 1996 erneut zahlreiche Aufträge als Zeichner für große Verlage wie DC aber auch Marvel Comics. Nachdem er bereits 1996 eine vierteilige Miniserie zu dem Charakter gestaltet hatte, übernahm Breyfogle 1999 die Aufgabe, die kurzlebige Serie Anarky, die von den Solo-Abenteuern des von ihm und Grant geschaffenen Batman-Nebencharakters Anarky – einem hochbegabten jungen Anarchisten – handelt, zu zeichnen.
Von 2001 bis 2002 zeichnete Breyfogle für DC die Serie The Spectre, die Geschichten über ein nahezu allmächtiges Geisterwesen, das sich selbst für die personifizierte Rache Gottes an Übeltätern hält, erzählt. Im Jahr 2003 betreute Breyfogle die Serie Black Tide, die von dem Verlag Angel Gate Press veröffentlicht wurde. 2004 ging Breyfogle eine berufliche Beziehung zu der Society of St. John Monastery ein, für die er bis zu seinem Tod gelegentlich Kinderbücher illustrierte. 2005 zeichnete er die Serie Bitter Souls für den Verlag Relative Comics. 2006 ging Breyfogle eine berufliche Bindung mit der Londoner Kunstagentur Debut Art ein. Zum Ende seines Lebens arbeitete er an der Serie The Danger Dozen, die er ab 2008 in Kooperation mit seinem Bruder zu gestalten beabsichtigte.
2014 erlitt Breyfogle einen schweren Schlaganfall und starb im September 2018.

## Bibliographie

### DC Comics
Fortlaufende Serien und Reihen
- Anarky #1–8 (1999)
- Batman #455–466 (1990–1991), 470–476 (1992), 492–493 (1993), 556 (1998)
- Batman Annual #11–12
- Batman: Shadow of the Bat #1–5 (1992), 13 (1993), 50 (1996), 65–67 (1997), 75 (1998)
- Batman Beyond Unlimited #1–13, 15 (2012–2013)
- Catwoman #45 (1997)
- Detective Comics #79 (1987), 582–594 (1988–1989), 601–621 (1990–1991), 627 (1991), 659 (1993)
- Legion of Super-Heroes #24 (1986)
- Lobo #51 (1998)
- Spectre #15–23, 25–27 (2002–2003)
- Superman # 130, 1.000.0000 (1997–1998)
- Trinity of Sin: The Phantom Stranger #18–20 (2014)
- Wonder Woman Annual #5 (1996)

Miniserien
- Anarky #1–4 (1997)
- Flashpoint #1–3 (1999–2000)

One-Shots und Graphische Romane
- Aquamn Secret Files and Origins 2ß3 #1 (2003)
- Batman: The Abduction #1 (1998)
- Batman: Birth of the Demonc (1993)
- Batman: Brotherhood of the Bat #1 (1995)
- Batman: Dreamland #1 (2000)
- Batman: Holy Terror #1 (1991)
- DC Comics Presents. Green Lantern #1 (2004)
- DC One Million 80-Page Giant #1 (2004)
- DC Retroactive: Batman - The '90s #1 (2011)
- DCU Heroes Secret Files #1 (1999)
- The Flash 80-Page Giant #2 (1999)
- Green Lantern. Circle of Fire #1 (2000)
- Silver Age Secret Files ä1 (2000)
- Sins of Youth Secret Files #1 (2000)
- Superman 80-Oage Giant #1 (1998) (teilweise)
- Superman Forever #1 (1998) (teilweise)
- Supermen of America #1 (1999)

### Eclipse Comics
- Tales of Terror #6, 8 (1986)

### First Comics
- American Flagg! #33, 35–38 (1986–1987)
- Whisper #3–11 (1986–1988)

### Malibu Comics
- Firearm #5 (1994)
- Hardcase #1 (1993)
- Prime #1–12 (1993–1994)
- Prime: Gross and Disgusting #1 (1994)

### Marvel Comics
- The Avengers Annual 2000 #1 (2000)
- Black Panther #30 (2001)
- Hellcat #1–3 (2000)
- Marc Spector: Moon Knight #42 (1992)
- Marvel Fanfare #29 (Captain America); #37 (Fantastic Four) (1986–1988)
- Open Space #3 (1990)
- Prime #9–10 (1996)
- Prime/Captain America #1 (1996)
- Thunderbolts 2000 #1 (2000)
- Within Our Reach #1 (1992)

### Valiant Comics
- Bloodshot #30–31, 34–35 (1995)